# بين شيلي
بين شيلي هو سياسي أمريكي، ولد في 6 يوليو 1947 في تروو، نیومكسيكو ‏ في الولايات المتحدة. نشط حزبياً في الحزب الديمقراطي.